# Вербан, Джорджина
Джорджи́на Кароли́на Верба́н (нидерл. Georgina Carolina Verbaan; 9 октября 1979, Гаага, Северная Голландия, Нидерланды) — нидерландская актриса, сценаристка, певица и фотомодель. Лауреат премий Netherlands Film Festival (2002), «Picture and Sound Awards» (2007) и «Golden and Platin Film» (2010).

## Биография
Джорджина Каролина Вербаан родилась 9 октября 1979 года в Гааге (Северная Голландия, Нидерланды). У Вербаан есть младший брат — Осdин Вербаан.

## Карьера
Джорджина снимается в кино с 1996 года.
Вербаан также является сценаристкой, певицей и фотомоделью.
Она — лауреат премий Netherlands Film Festival (2002), «Picture and Sound Awards» (2007) и «Golden and Platin Film» (2010).

## Личная жизнь
С 2009 года Джорджина состоит в фактическом браке с трубачом Робом ван де Вувом. У пары есть дочь — Одилия Лилибет ван де Вув (род.21.10.2010).